# 첩보원 가족
《첩보원 가족》(Undercover Blues)은 미국에서 제작된 허버트 로스 감독의 1993년 코미디, 범죄 영화이다. 캐서린 터너 등이 주연으로 출연하였고 마이크 로벨 등이 제작에 참여하였다.

## 출연

### 주연
- 캐서린 터너
- 데니스 퀘이드

### 조연
- 피오나 쇼우
- 스탠리 투치
- 래리 밀러
- 오바 바바툰디
- 톰 아놀드
- 파크 오버롤

## 기타
- 협력프로듀서: 킴 쿠루마다
- 협력프로듀서: 애덤 메림스
- 미술: 켄 애덤
- 의상: 웨인 A. 핀클먼